# Пиетра Мараци
Пиѐтра Мара̀ци (на италиански: Pietra Marazzi; на пиемонтски: la Prèja, ла Прея) е село и община в Северна Италия, провинция Алесандрия, регион Пиемонт. Разположено е на 95 m надморска височина. Населението на общината е 914 души (към 2010 г.).